# Paola Loboa
Paola Loboa (* 22. April 2005) ist eine kolumbianische Sprinterin und Hürdenläuferin, die sich auf die 400-Meter-Distanz spezialisiert hat. Mit der kolumbianischen 4-mal-400-Meter-Staffel wurde sie 2025 in Mar del Plata Südamerikameisterin.

## Sportliche Laufbahn
Erste internationale Meisterschaftserfahrungen sammelte Paola Loboa im Jahr 2021, als sie bei den U18-Südamerikameisterschaften in Encarnación in 57,79 s die Bronzemedaille im 400-Meter-Lauf gewann. Im Jahr darauf gewann sie bei den Jugend-Südamerikaspielen in Rosario in 57,17 s die Bronzemedaille über 400 Meter und kam im Vorlauf über 200 Meter nicht ins Ziel. Anschließend schied sie bei den U20-Weltmeisterschaften in Cali mit 57,33 s in der ersten Runde über 400 Meter aus. 2023 belegte sie bei den U20-Südamerikameisterschaften in Bogotá in 55,52 s den fünften Platz über 400 Meter und gewann mit der kolumbianischen 4-mal-400-Meter-Staffel in 3:39,08 min die Goldmedaille und sicherte sich mit der Mixed-Staffel über diese Distanz in 3:25,85 min die Silbermedaille. Bei den World Athletics Relays 2024 auf den Bahamas verpasste sie mit der 4-mal-400-Meter-Staffel eine Direktqualifikation für die Olympischen Spiele in Paris und anschließend belegte sie bei den Ibero-Amerikanischen Meisterschaften in Cuiabá in 54,04 s den sechsten Platz über 400 Meter und gewann mit der Mixed-Staffel in 3:25,10 min die Bronzemedaille hinter den Teams aus Brasilien und Kolumbien. Im Juli gewann sie bei den U20-Südamerikameisterschaften in Lima in 60,13 s die Silbermedaille im 400-Meter-Hürdenlauf und siegte in 3:43,24 min erneut in der 4-mal-400-Meter-Staffel. Zudem gewann sie auch in der Mixed-Staffel in 3:24,31 min die Goldmedaille. Daraufhin schied sie bei den U20-Weltmeisterschaften ebendort mit 53,17 s im Halbfinale über 400 Meter aus und belegte mit der Frauenstaffel in 3:37,75 min den siebten Platz. Zudem verpasste sie mit der Mixed-Staffel mit 3:25,91 min den Finaleinzug. Im September siegte sie mit der Mixed-Staffel mit neuem Meisterschaftsrekord von 3:19,88 min bei den U23-Südamerikameisterschaften in Bucaramanga.
2025 gewann sie bei den Südamerikameisterschaften in Mar del Plata in 3:19,18 min gemeinsam mit Daniel Santiago, Luis Arrieta und Lina Licona die Silbermedaille in der Mixed-Staffel hinter dem brasilianischen Team. Zudem belegte sie in 54,85 s den sechsten Platz über 400 Meter und siegte mit der Frauenstaffel in 3:33,29 min gemeinsam mit Nahomy Castro, Lina Licona und Evelis Aguilar.
2021 wurde Loboa kolumbianische Meisterin in der 4-mal-400-Meter-Staffel.

## Persönliche Bestzeiten
- 200 Meter: 23,90 s (−0,3 m/s), 20. April 2024 in Bogotá
- 400 Meter: 52,81 s, 28. August 2024 in Lima
- 400 m Hürden: 59,84 s, 1. Juni 2024 in Armenia